# Jurisdicción de Lara
Jurisdicción de Lara es un municipio situado en la provincia de Burgos, comunidad autónoma de Castilla y León (España), comarca de Sierra de la Demanda, partido judicial de Salas de los Infantes. Su capital es la villa de Lara de los Infantes.

## Geografía
Tiene un área de 25,16 km², con una población de 41 habitantes (INE 2024) y una densidad de 2,11 hab/km².
Forman el municipio la localidad de Vega de Lara y tres entidades locales menores:
- Aceña de Lara
- Lara de los Infantes
- Paúles de Lara

## Historia

Armas primitivas de la casa de Lara.

Jurisdicción que forma parte del partido de Can de Muñó, formada por la villa de Lara, con sus Granjas de Oriyuelos y Cuatrales, y los siguientes lugares:
La Aceña, Campo, Cubillejo, Cubillo del César, Mambrillas, Mazueco, Paúles de Lara, Quintanalara, Quintanilla Cabrera, Quintanilla de las Viñas, Torre, La Vega y Villoruebo.
A la caída del Antiguo Régimen queda constituido como ayuntamiento constitucional del Partido de Salas de los Infantes, perteneciente a la región de Castilla la Vieja. El resto de la jurisdicción queda desmembrada entre los siguientes ayuntamientos: Los Ausines, Mambrillas de Lara, Revilla del Campo, Salas de los Infantes y Villoruebo.

## Demografía
Jurisdicción de Lara cuenta con una población de 41 habitantes (INE 2024).
| Gráfica de evolución demográfica de Jurisdicción de Lara entre 1842 y 2021 |
| |
| Población de derecho según los censos de población del INE. Población de hecho según los censos de población del INE.Entre el censo de 1857 y el anterior, disminuye el término del municipio porque independiza a Barbadillo de Herreros, Mambrillas de Lara, Monterrubio de la Demanda y Villoruebo. |

Al partir de la década de 1940 la Jurisdicción de Lara ha tenido una importante pérdida de población que ha emigrado a las ciudades, especialmente Burgos y Madrid.